# تامی آمئوبی
تامی آمئوبی (انگلیسی: Tomi Ameobi؛ زادهٔ ۱۶ اوت ۱۹۸۸) یک بازیکن فوتبال است.

## زندگی حرفه‌ای
آمئوبی در نیوکاسل به دنیا آمد و در تیم جوانان باشگاه فوتبال نیوکاسل بازی خود را شروع کرد، وی اولین قرار داد را در ۸ اوت ۲۰۰۸ با باشگاه فوتبال لیدز یونایتد امضا کرد.